# کلستاز
کلستاز (انگلیسی: Cholestasis) وضعیتی است که در آن صفرا نمی تواند از کبد به دوازدهه برود. دو تمایز اساسی عبارتند از یک نوع انسدادی کلستاز که در آن یک انسداد مکانیکی در سیستم مجرای وجود دارد که می‌تواند ناشی از سنگ کیسه صفرا یا بد خیمی باشد، و انواع متابولیک کلستاز که اختلالاتی در تشکیل صفرا هستند که می‌توانند به دلیل نقص‌های ژنتیکی یا اکتسابی ایجاد شوند.  عوارض جانبی بسیاری از داروها،طبقه بندی بیشتر به حاد یا مزمن و خارج کبدی یا داخل کبدی تقسیم می شود.